# Alexandria (Roemenië)
Alexandria is een stad in het zuiden van Roemenië, in het district Teleorman in de regio Muntenië. De stad heeft ongeveer 50.500 inwoners.

## De naam
Alexandria is genoemd naar zijn stichter, Alexandru Ghica, prins van Roemenië tussen 1834 en 1842.

## Demografie
Alexandria had 13.675 inwoners in 1900, 37.340 inwoners in 1977 en 58.478 in 1992.
Op 1 juli 1998 had Alexandria 58.593 inwoners, waarvan er 28.997 mannen waren, en 29.596 vrouwen.
Het inwonersaantal in 2002 was 50.496.

## Geografie
De stad ligt 88 km ten zuidwesten van de Roemeense hoofdstad Boekarest aan de rivier Vedea. Alexandria ligt op een hoogte van 41 m en neemt een oppervlakte van 9,56 km² in beslag. De Donau en de Bulgaarse grens liggen op maar 40 km afstand van de stad.
De nationale weg 6, een van de belangrijkste wegen van Roemenië, loopt door de stad, en verbindt Alexandria met Boekarest en Craiova. Andere belangrijke wegen die naar Alexandria gaan zijn de Nationale wegen 51 en 52.

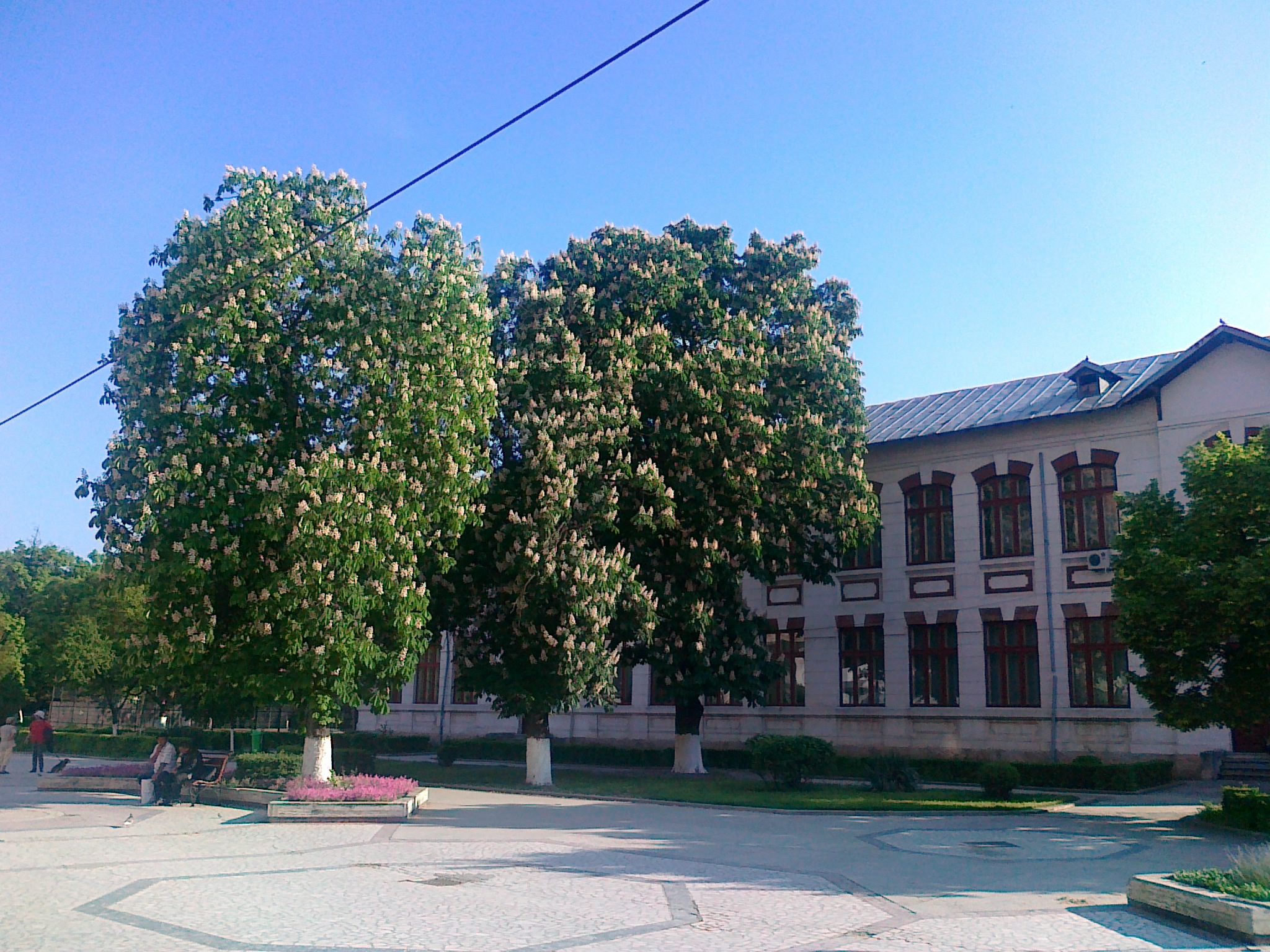
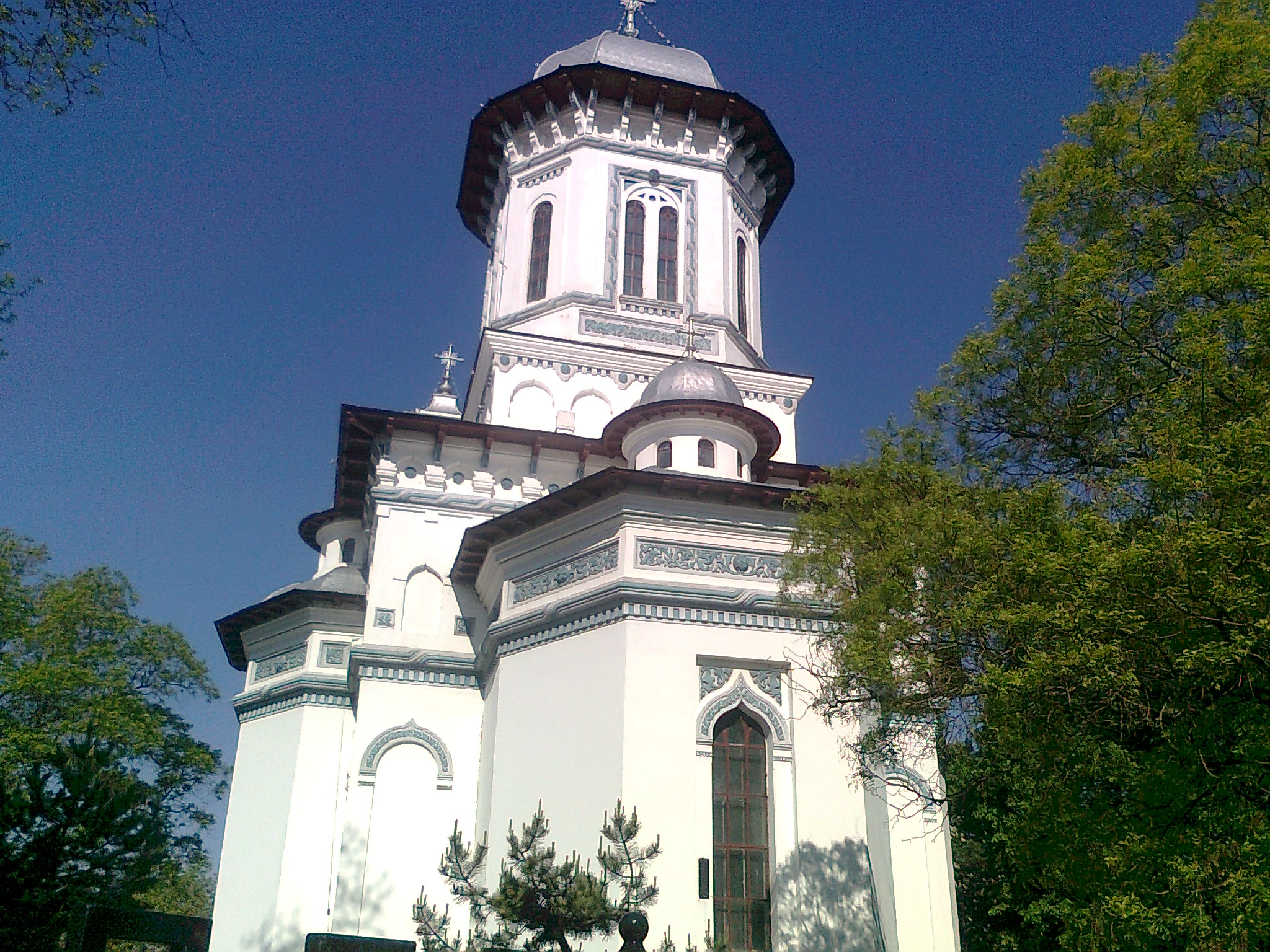
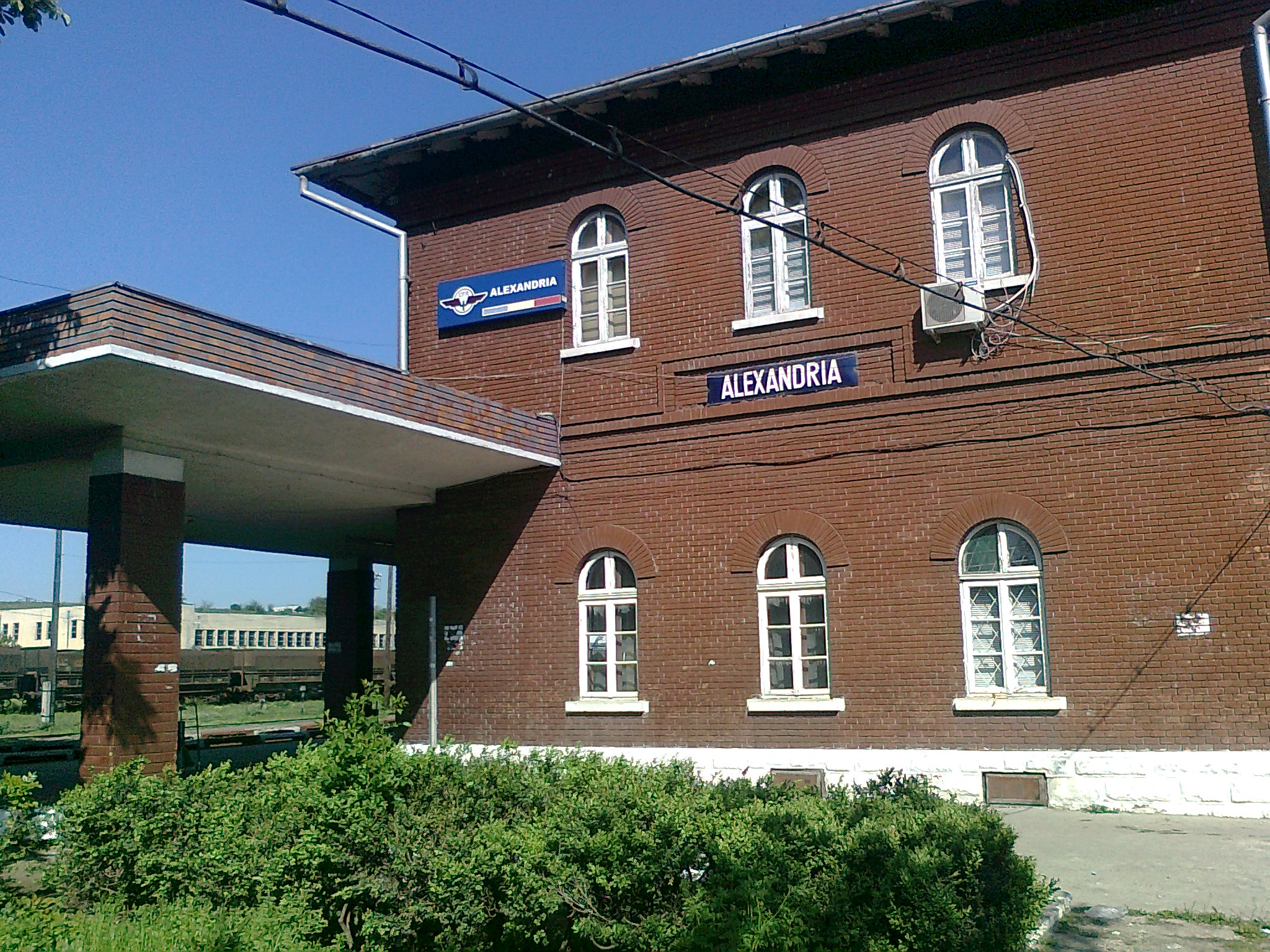

Alba Iulia · Alexandria · Arad · Bacău · Baia Mare · Bârlad · Bistrița · Botoșani · Brașov · Brăila · Bucureşti (Boekarest) · Buzău · Călărași · Cluj-Napoca · Constanța · Craiova · Deva · Drobeta-Turnu Severin · Focșani · Galați · Giurgiu · Hunedoara · Iași · Mediaș · Oradea · Piatra Neamț · Pitești · Ploiești · Râmnicu Vâlcea · Reșița · Roman · Satu Mare · Sfântu Gheorghe · Sibiu · Slatina · Slobozia · Suceava · Târgoviște · Târgu Jiu · Târgu Mureș · Timișoara · Tulcea · Turda · Vaslui · Zalău